# Réarrangement de Bamberger
Le réarrangement de Bamberger est une réaction chimique se produisant entre les N-phénylhydroxylamines et les acides forts dans l'eau. Elle a pour effet la formation de 4-aminophénols,. Elle porte le nom du chimiste allemand Eugen Bamberger (1857–1932).
Les N-phénylhydroxylamines sont généralement synthétisées à partir de nitrobenzènes au moyen d'une réaction d'oxydo-réduction, avec du rhodium ou du zinc.

## Mécanisme
Le mécanisme du réarrangement de Bamberger consiste tout d'abord en la protonation de la N-phenylhydroxylamine 1. La N-protonation 2 est alors favorisée, mais inefficace. La O-protonation 3 peut former l'ion nitrénium 4, lequel peut réagir avec les nucléophiles (H2O) pour former le 4-aminophénol désiré 5,.